# Sandi Morris
Sandi Morris (* 8. Juli 1992 in Downers Grove) ist eine US-amerikanische Stabhochspringerin. Sie war zweimal Hallenweltmeisterin im Stabhochsprung (2018 und 2022).

## Sportliche Laufbahn
Für die University of Arkansas startend wurde sie 2015 NCAA-Hallenmeisterin.
Bei den US-Meisterschaften 2015 qualifizierte sie sich als Zweite für die Weltmeisterschaften in Peking. Am 18. Juli steigerte sie sich in Heusden-Zolder auf eine Höhe von 4,76 m, innerhalb nur eines Jahres verbesserte sie damit ihre Bestleistung um 21 cm. Ihre gute Saison schloss sie mit 4,70 m und einem vierten Platz bei den Weltmeisterschaften ab.
Bei den Hallenweltmeisterschaften 2016 wurde sie im März mit übersprungenen 4,85 m Zweite hinter ihrer Landsfrau Jennifer Suhr. Am 23. Juli 2016 stellte sie in Houston mit 4,93 m einen neuen Landesrekord im Freien auf, nachdem sie zuvor am 12. März des gleichen Jahres in der Halle bereits 4,95 m übersprungen hatte. Damit schob sie sich in der Weltbestenliste auf Rang zwei hinter der Weltrekordhalterin Jelena Issinbajewa.
Mit einer übersprungenen Höhe von 4,85 m gewann sie bei den Olympischen Spielen in Rio de Janeiro die Silbermedaille hinter der Griechin Ekaterini Stefanidi, die bei gleicher Höhe weniger Fehlversuche aufzuweisen hatte.
Am 9. September 2016 übersprang sie beim Diamond League Meeting in Brüssel als zweite Frau nach Jelena Issinbajewa im Freien die Höhe von 5,00 m. Damit verbesserte sie ihre Bestleistung gegenüber dem Vorjahr nochmals um 24 Zentimeter und innerhalb von zwei Jahren gar um 45 cm, eine Leistungssteigerung, wie sie bisher in dieser Disziplin noch keine Spitzenathletin geschafft hatte.
Bei den Weltmeisterschaften 2017 in London gewann Morris mit einer übersprungenen Höhe von 4,75 m hinter Ekaterini Stefanidi und vor den gleichplatzierten Robeilys Peinado und Yarisley Silva die Silbermedaille.
Mit einem neuen Meisterschaftsrekord von 4,95 m gewann sie vor Anschelika Sidorowa und Stefanidi die Goldmedaille bei den Hallenweltmeisterschaften 2018 in Birmingham.
Bei den Weltmeisterschaften 2019 kam es erneut zum Dreikampf zwischen Morris, Sidorowa und Stefanidi. Mit 4,90 m musste sie sich nur Sidorowa geschlagen geben und gewann wie zwei Jahre zuvor die Silbermedaille.
2022 verteidigte sie bei den Hallenweltmeisterschaften 2022 in Belgrad ihren vier Jahre zuvor errungenen Titel. 2020 waren die Meisterschaften abgesagt worden.

## Persönliche Bestleistungen
(Stand: 14. Februar 2021)
- Stabhochsprung: 5,00 m, 9. September 2016, Brüssel (AM)
  - Halle: 4,95 m, 12. März 2016, Portland